# Pintura dualista

## Dualismo
Corriente artística desarrollada en España en la última década del siglo XX.

## Manifiesto dualista (resumido)
- El arte dual se manifiesta  a través de la tensión que se genera entre elementos contrapuestos: azar-regla, caos-orden, sombra-luz, volumen-vacío,... empleando como medio expresivo diferentes técnicas plásticas. La pintura, en este sentido, interactúa a diversos niveles sobre la dualidad de la materia en masa y onda, y de la realidad en la contraposición disolución (principio de indeterminación de Heisenberg ) y ordenación (cristal).  Una parte de las formas representadas se generan al azar por la intersección de curvas que atraviesan la superficie como perteneciendo a una malla ilimitada, mientras que otras se someten a una regla ordenada. Ondas que forman objetos, desorden con figuras geométricas de alta ordenación. Se prescinde de lo accesorio para centrarse en la fundamental. Los niveles de significado se dejan al libre albedrío del espectador.
- Cualquier tipo de forma se encuentra presente en la naturaleza, entendida en sus diversos tamaños. Las formas naturales podrán ser imitativas, lo que de común se denomina realistas, o basarse en el propio sentido generativo de ella, como en Paul Klee. En la pintura dual la naturaleza se encuentra siempre presente a través de su fuerza generativa, pudiendo en algunos casos también presentarse formas imitativas fuera de su contexto habitual.
- La obra de arte, en tanto que pueda ser considerada como tal, debe representar algo nuevo y desconocido hasta ese momento. El descubrimiento no tiene por qué llevar implícita una búsqueda, lo inalienable es la sorpresa por el encuentro con algo hasta ese instante inexistente.
- Las vanguardias fueron hasta el expresionismo abstracto representantes del progreso en las artes plásticas. A partir de ese momento sólo se puede considerar el arte como terapéutico o experimental. En la obra experimental la mirada se dirige a lo desconocido que se intuye espléndido y que se encuentra sin buscar. En este sentido, el dualismo puede considerarse como experimental.

(El manifiesto fue presentado con motivo de la Exposición Antológica de José Antonio Zapata
en 1999)

## Desarrollo
Las realizaciones plásticas del dualismo no se limitan a la pintura, sino que con la utilización del binomio volumen-vacío tienen una perfecta traducción a la escultura, en todos sus niveles de bajo, medio y altorrelieve, como en el bulto redondo y podrán ser aplicadas a muy diversos campos, como la arquitectura, diseño de mobiliario, etc., respetando, en cada caso, las propias peculiaridades funcionales del medio en cuestión. En el campo de la arquitectura el máximo escollo está en que cuando se elaboran los planes de urbanismo no se suele tener en cuenta que entre el suelo y el cielo de un edificio puede haber vacíos, y más, si éste es dual.

## Exposiciones
- Centro Consistorial de Fuentepelayo (Segovia), enero 1990
- Asamblea de Madrid, 1994
- Centro Cultural "Casa del Rey", Arganda del Rey, 1999
- Centro Cultural "Agata", Madrid, 2000